# (11189) Rabeaton
(11189) Rabeaton (1998 QQ43) – planetoida z pasa głównego asteroid okrążająca Słońce w ciągu 3,49 lat w średniej odległości 2,3 j.a. Odkryta 17 sierpnia 1998 roku.